# Jerzy Michaluk
Jerzy R. Michaluk (ur. 15 grudnia 1948 w Warszawie) – polski producent filmowy.
Kierownik produkcji i producent filmów polskich. Ukończył XL Liceum Ogólnokształcące z Oddziałami Dwujęzycznymi im. Stefana Żeromskiego w Warszawie. Absolwent Wydziału Finansów i Statystyki SGPiS w Warszawie. Członek Polskiej Akademii Filmowej.

## Nagrody filmowe i odznaczenia
- 2000 – Ogniem i mieczem – Orzeł, Polska Nagroda Filmowa w kategorii: najlepszy producent; za rok 1999; przyznana 10 kwietnia
- 2000 – odznaczenie – Krzyż Kawalerski Orderu Odrodzenia Polski za „wybitne osiągnięcia i twórczy wkład w rozwój polskiej kultury filmowej”[2]
- 1999 – nagroda (nominacja wraz z Jerzym Hoffmanem i Syreną Entertainment) do Nagrody Mediów Niptel '99 za film Ogniem i mieczem

## Filmografia

### Producent
- 2004 – Stara Baśń (serial tv)
- 2003 – Stara baśń. Kiedy słońce było bogiem
- 2000 – Ogniem i mieczem (serial tv)
- 1999 – Ogniem i mieczem

## Kierownik produkcji
- 1990 – W piątą stronę świata
- 1990 – Dziewczyna z Mazur
- 1988 – Alchemik Sendivius
- 1988 – Alchemik
- 1987 – Komediantka (serial tv)
- 1986 – Republika nadziei
- 1986 – Komediantka
- 1984 – Przyspieszenie
- 1983 – Co dzień bliżej nieba
- 1982 – Nieciekawa historia
- 1982 – Matka Królów
- 1981 – Jan Serce
- 1980 – Olimpiada 40
- 1979 – Elegia
- 1978 – Biały mazur

## Współpraca produkcyjna
- 1977 – Pokój z widokiem na morze
- 1977 – Cwana bestia czyli kryształ (17) Gra wojenna czyli na kwaterze (18), Z dala od ludzi czyli coś swojego (19) w 40-latek
- 1976 – Ostatnie takie trio
- 1976 – Brunet wieczorową porą
- 1976 – Sprawa Małkiewicza czyli kamikadze (14), Kosztowny drobiazg czyli rewizyta (15), Gdzie byłaś czyli Szekspir (16)  40-latek
- 1975 – Otwarcie trasy czyli czas wolny (8), Rodzina czyli obcy w domu (9), Pocztówka ze Spitzbergenu czyli oczarowanie (10), Cudze Nieszczęście czyli świadek obrony (11), Nowy zastępca czyli meteor (12), Kozioł ofiarny czyli rotajca (13) 40-latek

## Organizacja produkcji
- 1979 – Po drodze
- 1976 – Niedzielne dzieci
- 1976 – Motylem jestem czyli romans 40-latka

## Kierownictwo planu
- 1976 – Szaleństwo Majki Skowron
- 1977 – Noce i dnie (serial tv)
- 1975 – Noce i dnie